# Composti alifatici
In chimica organica si definiscono composti alifatici i composti organici che non fanno parte della classe dei composti aromatici.

## Descrizione
Nei composti alifatici, gli atomi di carbonio possono legarsi dando vita a catene lineari, ramificate o cicliche. Possono essere presenti legami singoli (alcani), doppi (alcheni) o tripli (alchini).
Il termine deriva dal greco antico  ἄλειφαρ (pron. àleifar, "unguento"), questo perché molti grassi contengono lunghe catene carboniose.
Tra i composti alifatici si annoverano gli alcani (come il metano, l'etano e il propano), gli alcheni (come l'etilene e il propilene) e gli alchini (come l'acetilene). Il più semplice composto alifatico è il metano (CH4). Oltre all'idrogeno, altri elementi possono legarsi a una catena di carbonio; i più comuni sono l'ossigeno, l'azoto, lo zolfo e il cloro.
Viene normalmente indicata come "serie alifatica", "serie grassa" o "serie aciclica" tutta la classe dei composti alifatici a catena aperta.
Gran parte dei composti alifatici sono infiammabili.

## Esempi

Metano
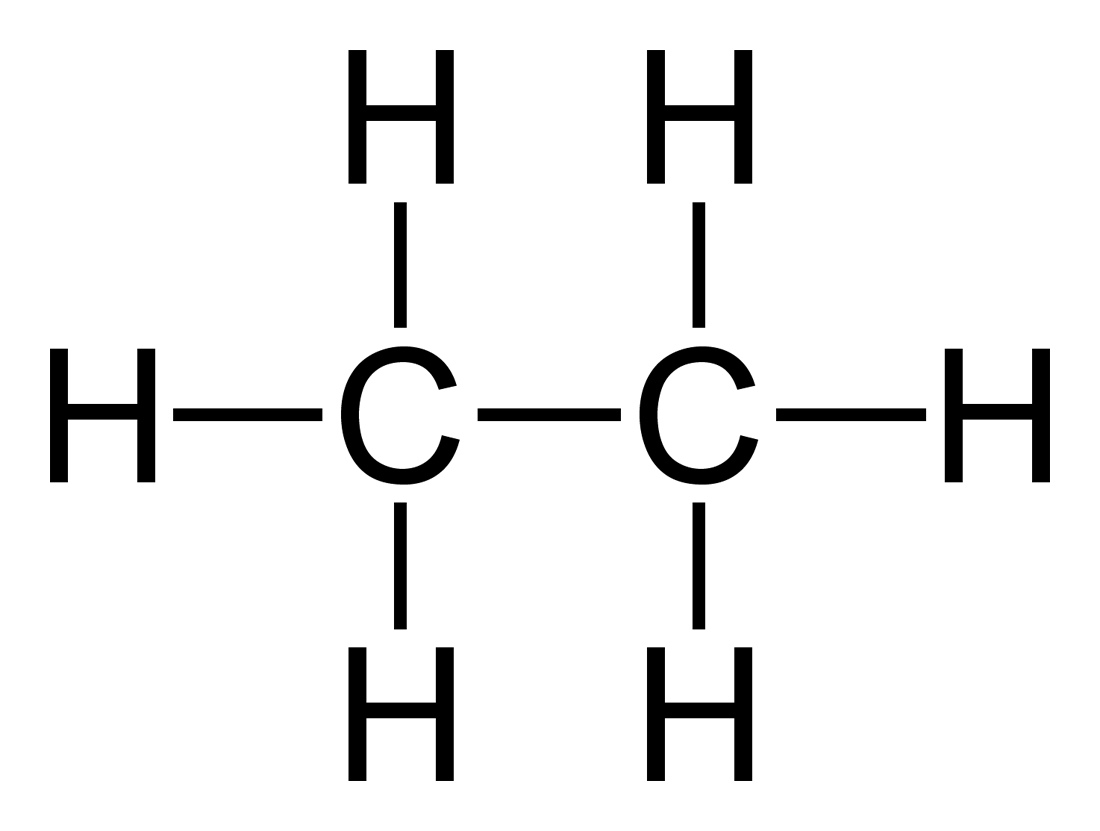
Etano
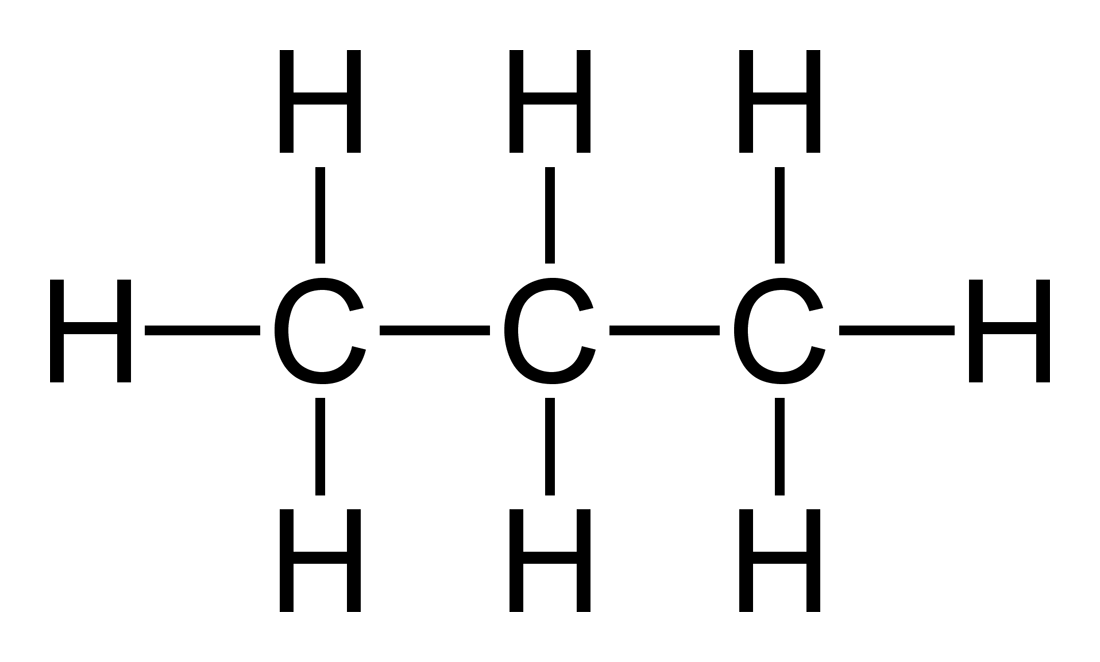
Propano
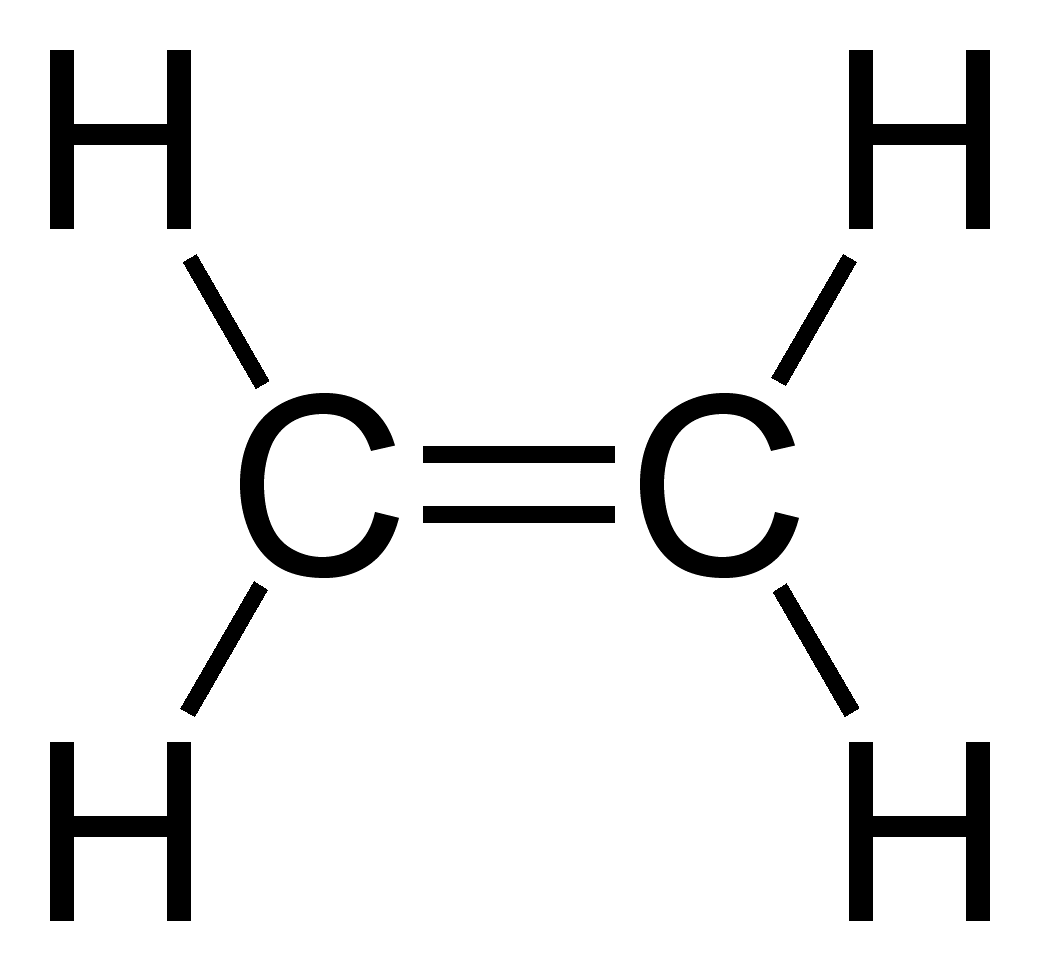
Etilene
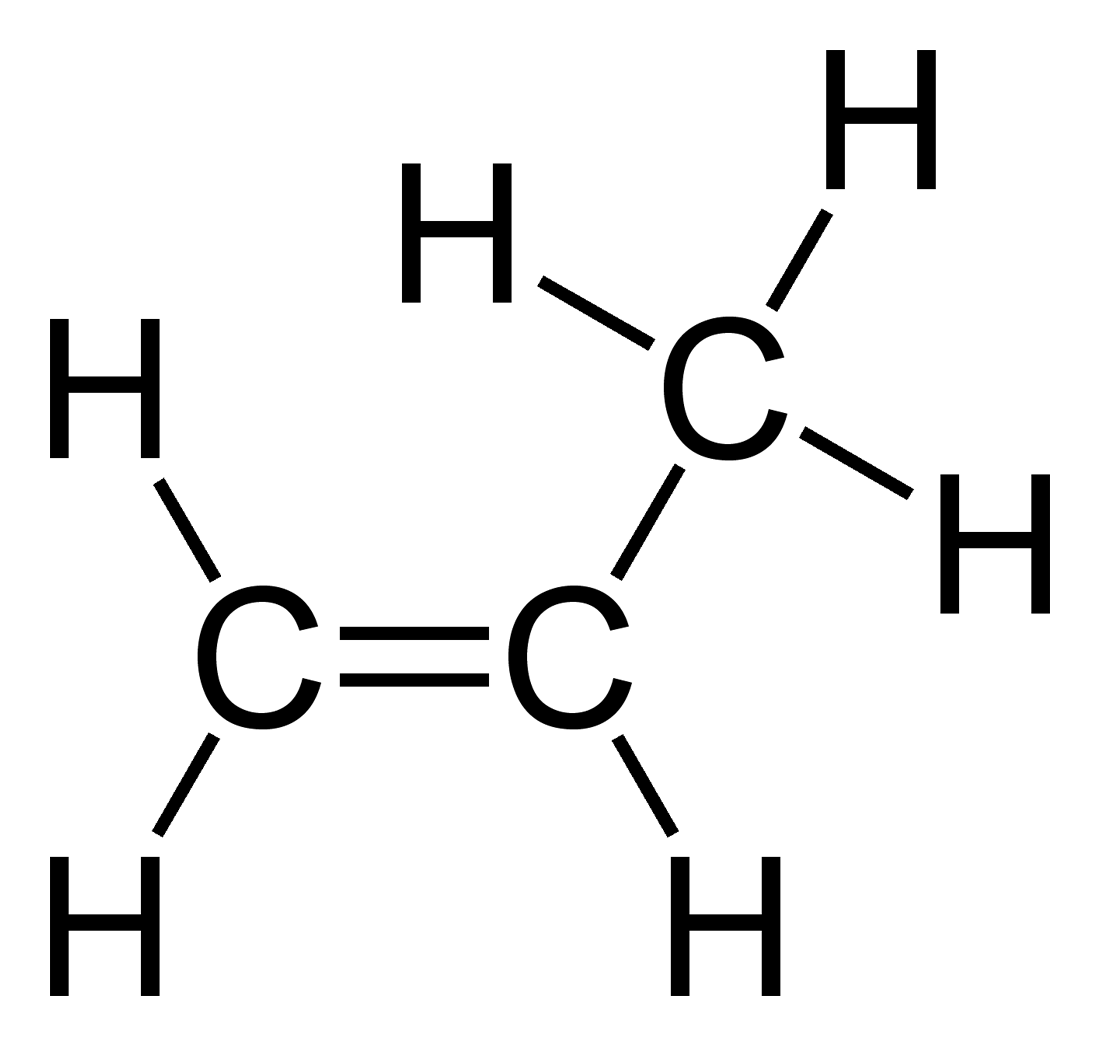
Propilene
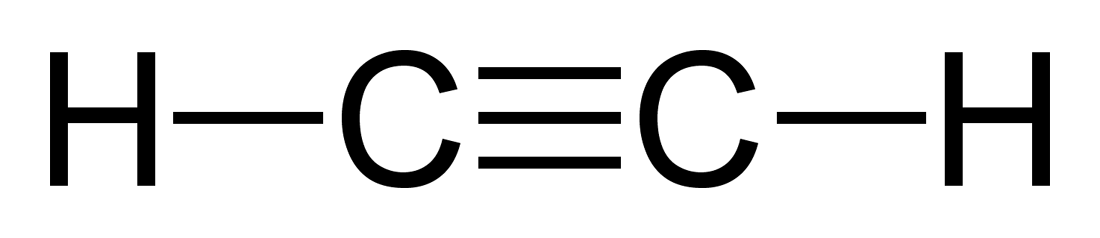
Acetilene